# Alice Lex-Nerlinger
Alice Lex-Nerlinger, née Alice Erna Hildegard Pfeffer le 29 octobre 1893 à Berlin et morte le 21 juillet 1975 à Berlin-Est, est une peintre, graphiste, illustratrice, scénographe et photographe allemande. Elle devient connue pour ses expérimentations photographiques. Son travail est également un support pour ses revendications politiques, notamment en lien avec les mouvements féministes des années 1970.

## Biographie
Alice Pfeffer est la plus jeune des six enfants du couple Heinrich Pfeffer, fabricant de lampes, et Natalia Pfeffer. La famille vit à Moritzplatz à Berlin. Alice Pfeffer fréquente tout d'abord des écoles de filles avant de commencer une formation de peintre et de graphiste au centre de cours du Kunstgewerbemuseums de Berlin entre 1911 et 1913. Parmi ses camarades, on compte George Grosz, Eva Peter, Karl Hubbuch, Hannah Höch et Oskar Nerlinger, qu'elle épouse en 1918.
Le couple tient une boutique d'antiquités à Berlin et fréquente la galerie Der Sturm de Herwarth Walden et les artistes qui gravitent autour. C'est à cette époque qu'Alice Pfeffer adopte le nom d'artiste Lex. Leur fils Peter nait en 1924.
Elle développe son travail sur les photogrammes et la photographie et fait partie de l'avant garde de son temps. En 1929, elle expose notamment plusieurs œuvres à l'exposition internationale Film und Foto de Stuttgart.

### Engagement politique
Alice Lex-Nerlinger s'inscrit au Parti communiste d'Allemagne (KPD), ainsi qu'à l′association des artistes révolutionnaires d'Allemagne (ASSO). Désormais, elle utilise son œuvre comme une arme au service de ses engagements politiques et de la lutte des classes.
Un exemple est sa peinture au spray Paragraph 218 de 1931. Elle la réalise à l'occasion de l'arrestation des médecins Friedrich Wolf et Else Kienle, accusés d'avortement. De la silhouette d'une femme enceinte émerge un groupe de femmes qui s'appuient contre une gigantesque croix noire sur laquelle est écrit « Paragraphe 218 ». Ce dernier correspond au passage de la loi allemande qui condamne l'avortement à des peines financières et de prison. L'œuvre fait scandale, elle est interdite par la censure et retirée de plusieurs expositions. Elle a été reprise des décennies plus tard par le mouvement féministe des femmes des années 1970.
Elle réalise de nombreuses affiches également, notamment pour documenter le travail du prolétariat.
Après la passation du pouvoir au NSDAP, elle ne peut plus exercer son métier, se fait arrêter quelques jours et détruit une partie de ses œuvres politiques par peur des perquisitions. Pendant la guerre, elle continue à travailler en secret et publie Liebe im Frühling dans le magazine Querschnitt. En 1939, elle part pour une longue période en Italie. Lors des bombardements de Berlin, elle perd une autre partie de sa production.

### Après-guerre
Après la fin du régime nazi, Alice Lex-Nerlinger retourne travailler à Berlin et enseigne le dessin de nu et la peinture de paysage à l'Université populaire de Steglitz. Elle crée également pour le Berliner Zeitung et déménage avec sa famille à Berlin-Est en 1951.
Son mari meurt en 1969 ; un an plus tard, elle reçoit le bronze de l'Ordre du mérite patriotique. Elle meurt le 21 juillet 1975 à Berlin.

### Cause des femmes
Alice Lex-Nerlinger s'engage pour l'amélioration des conditions de vie du prolétariat, mais en particulier pour les femmes. Elle n'est pas considérée comme une artiste féministe mais son œuvre Paragraph 218 sera reprise par les mouvements des années 1970 comme symbole de la lutte continue contre la criminalisation de l'avortement. 

## Expositions
Les archives d′Alice Lex-Nerlinger, ainsi que celle d'Oskar Nerlinger, sont conservées à l'Université des arts de Berlin.
- 2005 : Nouveau spectacle à Berlin. Photographie des années 1920, exposition collective à la Bibliothèque d'art des musées nationaux de Berlin (de)
- 2016 : Alice Lex Nerlinger. Photomonteuse et peintre, rétrospective au Verborgene Museum (de), Berlin